# ياكوفليف ياك-25 (1947)
ياكوفليف ياك-25  (بالإنجليزية: Yakovlev Yak-25)‏ هي طائرة اعتراضية من صناعة ياكوفليف. كان أول طيران لها في 2 نوفمبر 1947.